# Lista de representantes permanentes da Tanzânia nas Nações Unidas
Esta é uma lista de representantes permanentes da Tanzânia, ou outros chefes de missão, junto da Organização das Nações Unidas em Nova Iorque.
A Tanzânia foi admitida como membro das Nações Unidas a 14 de dezembro de 1961.
| Início | Término | Representante permanente (Chefe de missão) | Cargo                        | Credenciais |
| ------ | ------- | ------------------------------------------ | ---------------------------- | ----------- |
| 1962   | 1962    | Vedast Kyaruzi                             | Representante permanente     |             |
| 1962   | 1962    | A. Z. Nsilo Swai                           | Representante permanente     |             |
| 1963   | 1964    | Erasto Mang'enya                           | Representante permanente     |             |
| 1964   | 1968    | John Malecela                              | Representante permanente     |             |
| 1968   | 1970    | Akili B. C. Daniel                         | Representante permanente     |             |
| 1970   | 1980    | Salim Ahmed Salim                          | Representante permanente     |             |
| 1981   | 1984    | Paul Milyango Rupia                        | Representante permanente     |             |
| 1984   | 1986    | Muhammed Ali Foum                          | Representante permanente     |             |
| 1986   | 1989    | Wilbert Kumalija Chagula                   | Representante permanente     |             |
| 1989   | 1994    | Anthony B. Nyakyi                          | Representante permanente     |             |
| 1994   | 1994    | Ulli K. Mwambulukutu                       | Encarregado de negócios a.i. | -           |
| 1994   | 2003    | Daudi N. Mwakawago                         | Representante permanente     |             |
| 2003   | 2010    | Augustine Mahiga                           | Representante permanente     | 2003-09-18  |
| 2010   | 2012    | Ombeni Sefue                               | Representante permanente     | 2010-08-31  |
| 2012   | 2017    | Tuvako Manongi                             | Representante permanente     | 2012-09-19  |
| 2017   |         | Modest Jonathan Mero                       | Representante permanente     |             |